# میچل وایتفیلد
میتچال وایتفیلد (انگلیسی: Mitchell Whitfield؛ زادهٔ ۸ سپتامبر ۱۹۶۴) یک هنرپیشه اهل ایالات متحده آمریکا است. وی از سال ۱۹۸۳ میلادی تاکنون مشغول فعالیت بوده‌است.
از فیلم‌ها یا برنامه‌های تلویزیونی که وی در آن نقش داشته است می‌توان به تی‌ام‌ان‌تی، بهترین مردان، گمشده و پیداشده و گروهبان بیلکو اشاره کرد.